# Wivi Rönnbäck-Eck
Wivi Rönnbäck-Eck, född 1944 i Stockholm, är en svensk målare.
Rönnbäck-Eck studerade vid Konstfackskolan Stockholm 1960–1961, Gerlesborgsskolan i Stockholm 1961–1964, École des Beaux Arts i Toulon, Frankrike 1962, samt  under studieresor till Danmark, Nederländerna, Frankrike, Spanien och England. Separat har hon ställt ut i bland annat Stockholm, Överkalix, Saltsjöbaden, Luleå och Uppsala. Hon har medverkat i samlingsutställningar på Liljevalchs konsthall och i ett flertal vandringsutställningar. Hon var en av initiativtagarna till bildandet av konstföreningen Artista Donna och drev under några år en egen målarskola. Hon tilldelades Stockholms stads kulturpris 1967. Hennes konst består av landskapsmotiv med fjäll och havsmiljöer utförda i olja. Rönnbäck-Eck finns representerad i ett antal kommunala samlingar. 